# Torsten Lundqvist
Torsten Valfrid Lundqvist, född 14 juni 1894 i Hedvig Eleonora församling i Stockholm, död 12 januari 1957 i Högalids församling, var en svensk manusförfattare och filmregissör.
Lundqvist var en av de mest produktiva manusförfattarna i svensk film under 1930- och 1940-talen med sina drygt 60 filmmanus. Han är begravd på Norra begravningsplatsen utanför Stockholm.

## Regi
- 1951 – Livat på luckan
- 1942 – Halta Lottas krog
- 1934 – En bröllopsnatt på Stjärnehov
- 1933 – Flickan från varuhuset

## Filmmanus i urval
- 1955 – Flottans muntergökar
- 1952 – Han glömde henne aldrig
- 1950 – Påhittiga Johansson
- 1948 – Flickan från fjällbyn
- 1947 – Kronblom
- 1947 – Här kommer vi ...
- 1946 – Hotell Kåkbrinken
- 1946 – 100 dragspel och en flicka
- 1945 – Sten Stensson kommer till stan
- 1945 – Trav, hopp och kärlek
- 1945 – Pettersson & Bendels nya affärer
- 1944 – Rännstensungar
- 1944 – Gröna hissen
- 1944 – En dotter född
- 1943 – I mörkaste Småland
- 1942 – Halta Lottas krog
- 1942 – Doktor Glas
- 1942 – Vi hemslavinnor
- 1941 – Nygifta
- 1941 – Göranssons pojke
- 1940 – Lillebror och jag
- 1940 – Kyss henne!
- 1940 – Frestelse
- 1940 – Karusellen går
- 1940 – Alle man på post
- 1939 – Melodin från Gamla Stan
- 1939 – Landstormens lilla Lotta
- 1939 – Valfångare
- 1938 – Milly, Maria och jag
- 1937 – Familjen Andersson
- 1937 – O, en så'n natt!
- 1936 – 65, 66 och jag
- 1936 – Släkten är värst
- 1935 – Kärlek efter noter
- 1934 – Kungliga Johansson
- 1934 – En bröllopsnatt på Stjärnehov
- 1933 – Hustru för en dag
- 1933 – Inled mig i frestelse
- 1933 – Djurgårdsnätter
- 1933 – En melodi om våren
- 1933 – Flickan från varuhuset
- 1932 – Lyckans gullgossar
- 1932 – Två hjärtan och en skuta
- 1932 – Sten Stensson Stéen från Eslöv på nya äventyr